# Sybra invia
Sybra invia là một loài bọ cánh cứng trong họ Cerambycidae.